# Laurie (Missouri)
Laurie és una població dels Estats Units a l'estat de Missouri. Segons el cens del 2000 tenia 663 habitants.

## Demografia
Segons el cens del 2000, Laurie tenia 663 habitants, 299 habitatges, i 156 famílies. La densitat de població era de 48,7 habitants per km².
Dels 299 habitatges en un 17,7% hi vivien nens de menys de 18 anys, en un 44,5% hi vivien parelles casades, en un 5,7% dones solteres, i en un 47,8% no eren unitats familiars. En el 40,5% dels habitatges hi vivien persones soles el 23,1% de les quals corresponia a persones de 65 anys o més que vivien soles. El nombre mitjà de persones vivint en cada habitatge era d'1,92 i el nombre mitjà de persones que vivien en cada família era de 2,59.
Per edats la població es repartia de la següent manera: un 14,9% tenia menys de 18 anys, un 4,8% entre 18 i 24, un 19,5% entre 25 i 44, un 19,9% de 45 a 60 i un 40,9% 65 anys o més.
L'edat mediana era de 55 anys. Per cada 100 dones de 18 o més anys hi havia 76,8 homes.
La renda mediana per habitatge era de 24.333 $ i la renda mediana per família de 35.357 $. Els homes tenien una renda mediana de 25.833 $ mentre que les dones 19.063 $. La renda per capita de la població era de 18.023 $. Entorn del 8,6% de les famílies i el 12,4% de la població estaven per davall del llindar de pobresa.

## Poblacions més properes
El següent diagrama mostra les poblacions més properes.